# 布里梅德索格
布里梅德索格，是西班牙卡斯蒂利亚-莱昂萨莫拉省的一个市镇。 总面积18平方公里，总人口237人（2001年），人口密度13人/平方公里。